# Bruchiaceae
Bruchiaceae là một họ rêu trong bộ Dicranales.